# Differentieerbaarheidsklasse

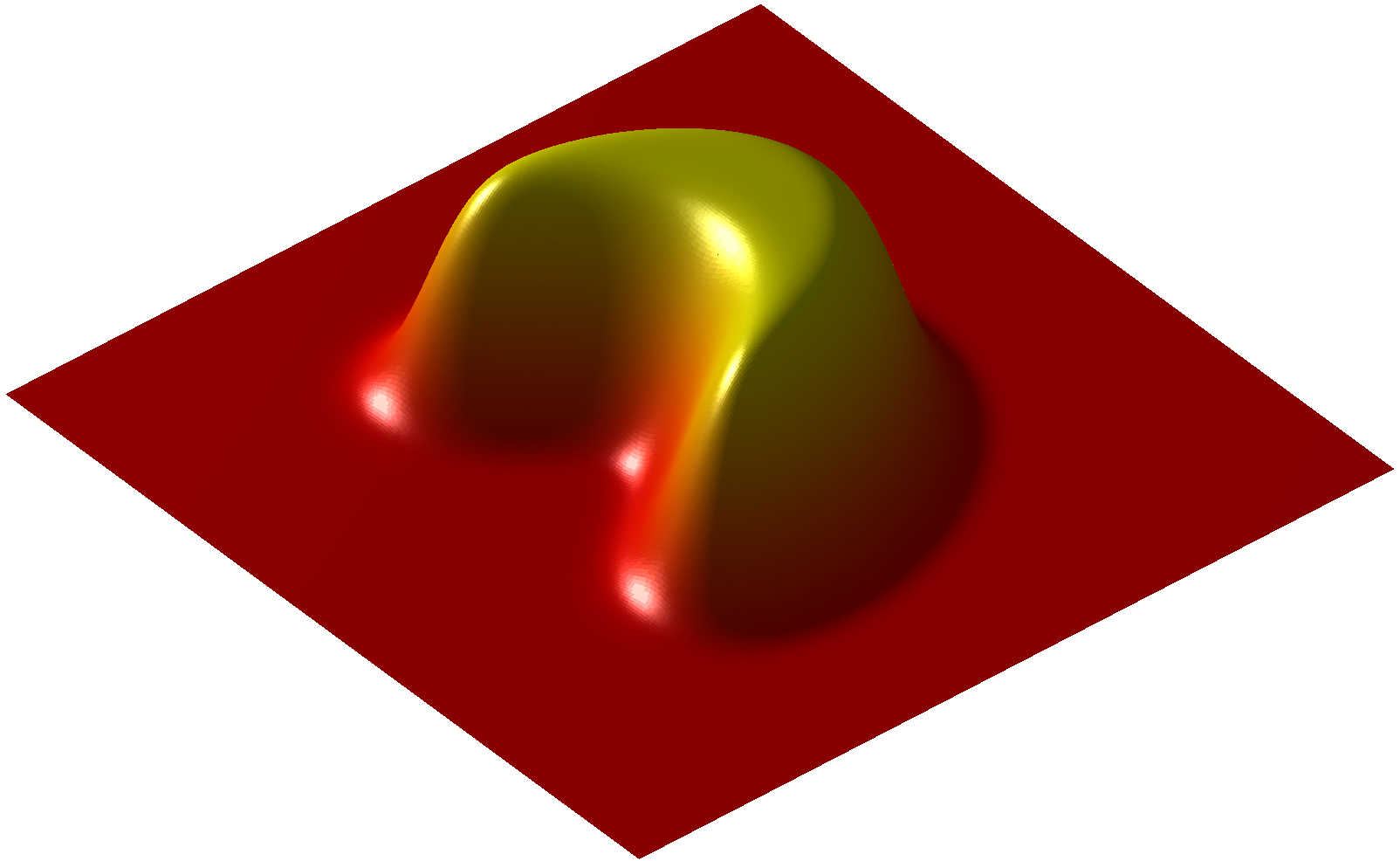
Een bultfunctie is een gladde functie met een compacte drager.

De functie voor en anders 0, van klasse

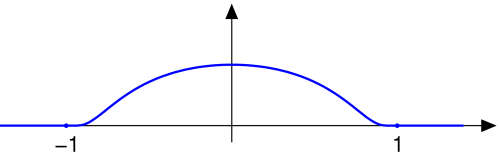
Een gladde functie die niet analytisch is.

In de analyse is een differentieerbaarheidsklasse een klasse waarin een functie kan worden ingedeeld, die ertoe dient de mogelijkheden deze functie te differentiëren te kunnen classificeren. Hogere-orde differentieerbaarheidsklassen corresponderen met het bestaan van meer afgeleiden. Ruwweg kan men zeggen dat een functie die {\displaystyle k} keer continu kan worden gedifferentieerd tot de {\displaystyle k}-de differentieerbaarheidsklasse hoort.

## Classificatie
Een  reële functie {\displaystyle f} gedefinieerd op een open deelverzameling van de reële getallen behoort tot de differentieerbaarheidsklasse {\displaystyle C^{k}} met {\displaystyle k} een niet-negatief geheel getal, als de eerste {\displaystyle k} afgeleiden {\displaystyle f',f'',\ldots ,f^{(k)}} bestaan en continu zijn. De eerste {\displaystyle k-1} afgeleiden zijn automatisch continu vanwege het bestaan van de {\displaystyle k}-de afgeleide. Men zegt dan ook dat {\displaystyle f} van de klasse {\displaystyle C^{k}} is. 
Van een functie {\displaystyle f} zegt men dat deze van klasse {\displaystyle C^{\infty }}, of glad is, als de functie afgeleiden heeft van alle mogelijk ordes. Van {\displaystyle f} zegt men dat deze van klasse {\displaystyle C^{\omega }} of analytisch is, als {\displaystyle f} glad is en als {\displaystyle f} gelijk is aan haar taylorreeksontwikkeling rond elk willekeurig punt in haar domein.
Anders gezegd bestaat de klasse {\displaystyle C^{0}} uit alle continue functies. De klasse {\displaystyle C^{1}} bestaat uit alle differentieerbare functies, waarvan de afgeleide continu is. Deze functies worden continu differentieerbaar genoemd. In het algemeen kunnen de klassen {\displaystyle C^{k}} recursief worden gedefinieerd door {\displaystyle C^{0}} als de verzameling van alle continue functies te definiëren en {\displaystyle C^{k}} voor elk positief geheel getal {\displaystyle k} als de verzameling van alle differentieerbare functies te definiëren waarvan de afgeleide van klasse {\displaystyle C^{k-1}} is. In het bijzonder maakt {\displaystyle C^{k}} deel uit van {\displaystyle C^{k-1}} voor elke {\displaystyle k}, en er zijn voorbeelden die laten zien dat deze opsluiting strikt is. {\displaystyle C^{\infty }} is de doorsnede van de verzamelingen {\displaystyle C^{k}} als {\displaystyle k} varieert over de niet-negatieve gehele getallen. {\displaystyle C^{\omega }} is strikt genomen opgesloten in {\displaystyle C^{\infty }}. De bultfunctie is hier een voorbeeld van.